# Nappersdorf-Kammersdorf
Nappersdorf-Kammersdorf è un comune austriaco di 1 242 abitanti nel distretto di Hollabrunn, in Bassa Austria; ha lo status di comune mercato (Marktgemeinde). È stato istituito nel 1971 con la fusione dei comuni soppressi di Dürnleis, Kammersdorf e Nappersdorf; capoluogo comunale è Kammersdorf. In precedenza Kammersdorf aveva inglobato il comune soppresso di Kleinsierndorf (1968) e Nappersdorf quelli di Haslach e Kleinweikersdorf (1970).